# Parafia św. Biskupa Józefa Sebastiana Pelczara w Gdyni
Parafia pw. Świętego Biskupa Józefa Sebastiana Pelczara w Gdyni – parafia rzymskokatolicka usytuowana w dzielnicy Wiczlino w Gdyni. Należy do dekanatu Gdynia-Śródmieście, który należy z kolei do archidiecezji gdańskiej.
Obecnym proboszczem parafii jest ks. Michał Ratajski. 

## Historia
- 28 czerwca 2003 r. - ustanowienie parafii